# Dolly Unachukwu
Dolly Unachukwu est une actrice, productrice, scénariste et réalisatrice nigériane née à Lagos le 1er novembre 1969.
Elle est conne au niveau national dans le rôle de Fadake Akin-Thomas dans la série télévisée Fortunes.

## Biographie

### Enfance
Dolly Unachukwu est née le 1er novembre 1969 à Lagos, au Nigéria, dans une famille de sept enfants.
Elle commence sa carrière d'actrice à l'âge de 16 ans.
Originaire d'Amichi, dans l'État d'Anambra, elle apparaît pour la première fois dans un feuilleton télévisé en 1985, dans le rôle d'une secrétaire. La même année, elle joue le rôle de Prisca dans le feuilleton Mirror in the Sun (en), diffusé aux heures de grande écoute.

### Études
Unachukwu fréquente le Jos Television College de Jos, dans l'État de Plateau, où elle obtient un diplôme en production télévisuelle en 1988. Elle étudie ensuite la phonétique en 1989 à l'école de formation de la Federal Radio Corporation of Nigeria (en) de Lagos. Elle rejoint aussi l'université de l'État de Lagos en 1990, où elle obtient un diplôme en droit.

### Carrière
Elle décroche son premier rôle dans Fortunes en 1993 en incarnant Fadeke, l'épouse discrète d'un millionnaire. Elle fait ensuite ses débuts au cinéma dans Deadly Affair et Deadly Affair II, où elle joue aux côtés de vétérans de Nollywood tels que Emeka Ike (en), Sandra Achums (en) et Jide Kosoko. Unachukwu joue le rôle d'une méchante proxénète dans le film Glamour Girls, qui est devenu le film nigérian le plus populaire aux États-Unis en 1995. Elle a également joué dans le remake de Glamour Girls en 2022 avec Gloria Young (en).

### Vie privée
En 1997, Unachukwu réalise un film sur l'histoire de sa vie, Wildest Dream. Dans ce film, elle raconte son premier mariage, qui s'est terminé en 1994, faisant d'elle une mère célibataire. Son mari, dont elle était séparée, a menacé de la poursuivre en justice pour avoir utilisé son vrai nom dans le film.
Unachukwu s'est remariée en 2000 et, en août de la même année, elle a rejoint son mari en Angleterre, avec lequel elle s'est séparée peu après son arrivée.
En Angleterre, Unachukwu entame en 2003 un cursus de trois ans en films et vidéos à l'Université de Londres-Est Docklands Campus. Elle prend deux ans de congé maternité en 2004. Elle obtient son diplôme en juin 2008.
Unachukwu produit et réalise son propre film, The Empire, en 2005, alors qu'elle est en congé universitaire.

## Filmographie

### Actrice
- 1994 : Glamour Girls de Chika Onukwufor : Maureen
- 1995 : Deadly Affair : Isabella
- 1996 : Glamour Girls 2 : Maureen
- 1997 : Deadly Affair II : Isabella
- 1998 : Full Moon : Julie
- 1998 : Full Moon 2 : Julie
- 2002 : Good Night : Cynthia
- 2006 : The Empire : Kathrine Odogwu
- 2008 : Sister's Love : Lizzy
- 2008 : Sister's Love 2 : Lizzy
- 2008 : Sister's Love 3 : Lizzy
- 2008 : Sister's Love 4 : Lizzy
- 2022 : Private Matters
- 2022 : Glamour Girls : Thelma
- 2022 : Dane with Me : Cordelia

### Scénariste
- 2006 : The Empire
- 2020 : Broadway

### Réalisatrice
- 2006 : The Empire